# Bitka kod Drača (1081.)
 Ovo je glavno značenje pojma Bitka kod Drača (1081.). Za druga značenja pogledajte Bitka kod Drača.
Bitka kod Drača (1081.) je vojni sukob koji se odigrao u blizini Drača u današnjoj Albaniji dana 10. srpnja 1081. godine između Bizantskog Carstva pod vodstvom cara Aleksija I. Komnena (1081. – 1118.) i Normani iz južne Italije pod vodstvom normanskog vojvode Roberta Guiscarda. Bitka je bila dio normanskog vojnog pohoda na Bizant, a kao povod za sukob Guiscardu je poslužio državni udar Nikefora III. Botanijata (1078. – 1081.) kojim je svrgnuo dotadašnjeg cara Mihaela VII. Duku (1071. – 1078.), čije je sin Konstantin bio zaručnik Guiscardove kćeri Helene. Rezultat bitke bila je normanska pobjeda.

## Uvod u bitku
Normani su zauzeli južnu Italiju do sredine 11. stoljeća. Godine 1059. papa Nikola II. (1058. – 1061.) priznao je Roberta Guiscarda za vojvodu Apulije i Kalabrije. Godine 1071. Robert je zajedno s bratom Rogerom zauzeo grad Bari, posljednje bizantsko uporište, da bi 1072. godine oteli Siciliju Saracenima. Poslije osiguravanja normanske prevlasti u južnoj Italiji i na Siciliji, Robert Guiscard se okrenuo Balkanskom poluotoku s namjerom da pokori Bizant. Papa Grgur VII. (1073. – 1085.) pozvao je hrvatskog kralja Dmitra Zvonimira (1075. – 1089.) da pomogne Robertu Guiscardu u borbi protiv Bizanta te je između njih sklopljen protubizantski savez.
Normani su u svibnju 1081. godine prebacili, s flotom od 150 brodova, oko 30.000 vojnika i oko 1.500 normanskih vitezova na istočnu obalu Jadrana, u luku Vloru. Tamo im se pridružilo i nekoliko dubrovačkih brodova. Robert je zauzeo otok Krf i tako otvorio prolaz pojačanju iz Italije.
Kada je car Aleksije I. doznao za normansku invaziju na bizantski teritorij, stupio je u kontakt s mletačkim duždom Domenicom Selvom (1071. – 1084.) koji je poslao svoju mornaricu na Otrantska vrata. Mletačko brodovlje porazilo je neiskusnu normansku flotu i stiglo u pomoć Draču. Međutim, taj poraz nije obeshrabrio Roberta Guiscarda koji je započeo opsadu Drača s kopna.

## Tijek bitke
Unatoč tome što je mletačka mornarica prekinula pomorsku opsadu Drača, normanska vojska je napadala grad s kopna. U listopadu 1081. godine, Robert Guiscard je pobijedio bizantsku vojsku i zauzeo grad. Nakon što je zauzeo važnu luku za daljnja osvajanja bizantskog teritorija, njegova vojska je provalila u Epir, Makedoniju i Tesaliju. Međutim, Guiscard se, u proljeće 1082. godine, zbog ustanka morao vratiti u južnu Italiju, a zapovjedništvo nad vojskom ostavio je svom sinu Bohemundu I.